# Lista gatunków whisky

## Marki szkockiej whisky

### Szkocka whisky single malt
- Aberfeldy
- Aberlour
- Allt-A-Bhainne
- AnCnoc
- Ardbeg
- Ardmore
- Arran
- Auchentoshan
- Auchroisk
- Aultmore
- Balblair
- Balmenach
- The Balvenie
- Bell’s & Sons
- Banff (destylarnia nieczynna)
- Ben Nevis
- BenRiach
- Benrinnes
- Benromach
- Bladnoch
- Blair Athol
- Bowmore
- Brackla
- Braeval (destylarnia nieczynna)
- Bruichladdich
- Bunnahabhain
- Caol Ila
- Caperdonich (destylarnia nieczynna)
- Cardhu
- Clynelish (destylarnia nieczynna)
- An Cnoc
- Coleburn (destylarnia nieczynna)
- Convalmore (destylarnia nieczynna)
- Cragganmore
- Craigellachie
- Dailuaine
- Dallas Dhu (destylarnia nieczynna)
- Dalmore
- Dalwhinnie
- Deanston
- Drumguish
- Dufftown
- Edradour
- Fettercairn
- Glen Albyn (destylarnia nieczynna)
- Glenallachie
- Glenburgie
- Glencadam (destylarnia nieczynna)
- Glencraig (destylarnia nieczynna)
- Glen Deveron
- Glendronach
- Glendullan
- Glen Elgin
- Glenesk (destylarnia nieczynna)
- Glenfarclas
- Glenfiddich
- Glen Flagler (destylarnia nieczynna)
- Glen Garioch
- Glenglassaugh (destylarnia nieczynna)
- Glengoyne
- Glen Grant
- Glen Keith
- Glenkinchie
- The Glenlivet
- Glenlochy (destylarnia nieczynna)
- Glenlossie
- Glen Mhor (destylarnia nieczynna)
- Glen Moray
- Glenmorangie
- Glen Ord
- Glenrothes
- Glen Scotia
- Glen Spey
- Glentauchers
- Glenturret
- Glen Turner (Whiskey)
- Glenugie (destylarnia nieczynna)
- Glenury Royal (destylarnia nieczynna)
- Hazelburn (destylarnia nieczynna)
- Highland Park
- Imperial (destylarnia nieczynna)
- Inchgower
- Inverleven (destylarnia nieczynna)
- Isle of Jura
- Kilchoman
- Killyloch (destylarnia nieczynna)
- Kinclaith (destylarnia nieczynna)
- Knockdhu
- Knockando
- Ladyburn (destylarnia nieczynna)
- Lagavulin
- Laphroaig
- Ledaig
- Linkwood
- Littlemill (destylarnia nieczynna)
- Lochindaal (destylarnia nieczynna)
- Loch Lomond
- Lochnagar
- Lochside (destylarnia nieczynna)
- Longmorn
- The Macallan
- Mannochmore
- McClelland
- Millburn (destylarnia nieczynna)
- Miltonduff
- Mortlach
- North Port (destylarnia nieczynna)
- Oban
- Parkmore (destylarnia nieczynna)
- Pittyvaich (destylarnia nieczynna)
- Port Ellen (destylarnia nieczynna)
- Port Charlotte
- Old Pulteney
- River Queen
- Royal Brackla
- Rosebank (destylarnia nieczynna)
- St Magdalene (destylarnia nieczynna)
- Scapa
- The Singleton
- Speyburn
- Springbank
- Strathisla
- Strathmill
- Talisker
- Tamdhu
- Tamnavulin (destylarnia nieczynna)
- Teaninich
- Tobermory
- Tomatin
- Tomintoul
- Tormore
- Tullibardine
- William Grant & Sons

### Szkocka whisky zbożowa
- North British Grain
- Cameron Brig (Cameron Bridge Distillery)

### Szkocka whisky mieszana
- The Antiquary
- Bailie Nicol Jarvie
- Ballantine’s
- Bell’s
- Black & White
- Black Bottle
- Chivas Regal
- Cutty Sark
- Dewar’s
- Dimple
- The Famous Grouse
- Gran Old Parr
- Grand Macnish
- Grant’s
- Haig
- Hankey Bannister
- Hedges & Butler
- Johnnie Walker
- J&B
- Lang’s
- Lauder’s
- Sandy Mac Old Scotch Whisky
- Monkey Shoulder
- Old Inverness
- Old Smuggler
- Pinch
- Passport Scotch
- Stewart’s Cream of the Barley
- Teacher’s
- Vat 69
- William Lawson’s
- White Horse
- Whyte & Mackay
- lotay whisky

### Niezależne rozlewnie szkockiej whisky
- Adelphi
- Douglas Laing & Co
- Duncan Taylor
- Gordon & MacPhail
- Hart Brothers
- Ian Macleod Distillers
- James MacArthur
- Murray McDavid
- Old Malt Cask
- Queen of the Moorlands
- Robert Scott
- Scottish Malt Whisky Society
- Signatory

## Amerykańskie whiskey/marki burbonów

### Amerykańskie single malt whiskey
- Charbay
- McCarthy's
- Notch
- Old Overholt
- Old Potrero
- Peregrine Rock
- St. George
- Stranahan's
- Templeton Rye
- Wasmund's
- Woodstone Creek

### Amerykańskie whiskey kukurydziane
- Catdaddy
- Mountain Moonshine
- Old Gristmill
- Old Oak
- Virginia Lightning
- Georgia Moon
- Dixie Dew
- Mellow Corn
- J.W. Corn

- Platte Valley

### Tennessee whiskey
- Jack Daniel’s
- George Dickel

### Whiskey żytnie
- Heaven Hill Vintage
- Hirsch Vintage
- Hudson Manhattan
- Jim Beam Rye
- Jack Daniel’s Rye
- Michters
- Old Overholt
- Old Potrero
- Pikesville
- Red Hook
- Rittenhouse
- Sazerac
- Templeton Rye
- Van Winkle Family Reserve
- Wild Turkey Rye
- Rendezvous Rye Whiskey

### Burbony i destylarnie
- Four Roses Distillery – Lawrenceburg, Kentucky
- Heaven Hill Distillery, Bardstown, Kentucky
- Buffalo Trace Distillery – Frankfort, Kentucky
- Jim Beam Distilleries, Clermont, Kentucky
- Woodford Reserve Distillery – Versailles, Kentucky
- Maker’s Mark Distillery – Loretto, Kentucky
- Wild Turkey Distillery – Lawrenceburg, Kentucky

#### Burbony Kentucky
- 1792 – Barton Distillery, Bardstown, Kentucky
- Ancient Age – Buffalo Trace Distillery, Frankfort, Kentucky
- Baker’s – Jim Beam Distilleries, Clermont, Kentucky & Boston, Kentucky
- Barclay’s – Barton Distillery, Bardstown, Kentucky
- Basil Hayden’s – Jim Beam Distilleries, Clermont & Boston, Kentucky
- Beam’s Choice – Jim Beam Distilleries, Clermont & Boston, Kentucky
- Benchmark & Benchmark XO (single-barrel) -Buffalo Trace Distillery, Frankfort, Kentucky
- Black Maple Hill – Bardstown, Kentucky
- Blanton's – Buffalo Trace Distillery – Frankfort, Kentucky
- Booker’s – Jim Beam Distilleries, Clermont & Boston, Kentucky
- Buffalo Trace – Franklin County, Kentucky
- Bulleit Bourbon – Lawrenceburg, Kentucky
- Cabin Still – Heaven Hill Distillery, Bardstown, Kentucky
- Colonel Lee – Barton Distillery, Bardstown, Kentucky
- Corner Creek – Bardstown, Kentucky
- Daniel Stewart – Heaven Hill Distillery, Bardstown, Kentucky
- Eagle Rare – Buffalo Trace Distillery, Frankfort, Kentucky
- Early Times – Brown-Forman, Louisville, Kentucky (wersja eksportowa)
- Echo Springs – Heaven Hill Distillery, Bardstown, Kentucky
- Elijah Craig & Elijah Craig Single-Barrel – Heaven Hill Distillery, Bardstown, Kentucky
- Elmer T. Lee – Buffalo Trace Distillery, Frankfort, Kentucky
- Evan Williams – Heaven Hill Distillery, Bardstown, Kentucky
- Ezra Brooks Old Ezra Rare Old Sippin' Whiskey – nieznana destylarnia, napełniane przez David Sherman Company, St. Louis, Missouri
- Fighting Cock – Kentucky Bourbon Distillers, Bardstown, Kentucky
- Four Roses – Four Roses Distillery, Lawrenceburg, Kentucky (głównie na eksport, single-barrel dostępny w USA)
- George T. Stagg – Franklin County, Kentucky
- Hancock's Reserve – Buffalo Trace Distillery, Frankfort, Kentucky
- Heaven Hill – Heaven Hill Distillery, Bardstown, Kentucky
- Henry Clay Rare – Henry Clay Distillery, Kentucky (już nie produkowany)
- Henry McKenna – Heaven Hill Distillery, Bardstown, Kentucky
- I. W. Harper – Bernheim Distillery, Louisville, Kentucky
- Jacob's Well – Jim Beam Distilleries, Clermont & Boston, Kentucky
- James E. Pepper – Berheim Distillery, Louisville, Kentucky
- Jim Beam – Jim Beam Distilleries, Clermont & Boston, Kentucky
- J.T.S. Brown – Heaven Hill Distillery, Bardstown, Kentucky
- J. W. Dant – Heaven Hill Distillery, Bardstown, Kentucky
- Kentucky Gentleman – Barton Distillery, Bardstown, Kentucky
- Kentucky Tavern – Barton Distillery, Bardstown, Kentucky
- Kentucky Vintage – Bardstown, Kentucky
- Knob Creek – Jim Beam Distilleries, Clermont & Boston, Kentucky
- Maker’s Mark – Maker’s Mark Distillery, Loretto, Kentucky
- Mark Twain – Mark Twain Distilling Co. Bardstown Nelson County Kentucky 40004
- Mattingly & Moore – Heaven Hill Distillery, Bardstown, Kentucky
- Noah's Mill – Kentucky Bourbon Distillers, Bardstown, Kentucky
- Old Bardstown – Kentucky Bourbon Distillers, Bardstown, Kentucky
- Old Charter – Buffalo Trace Distillery, Frankfort, Kentucky
- Old Crow – Jim Beam Distilleries, Clermont & Boston, Kentucky
- Old Fitzgerald – Heaven Hill Distillery, Bardstown, Kentucky
- Old Forester – Brown-Forman, Louisville, Kentucky
- Old Grand-Dad – Jim Beam Distilleries, Clermont & Boston, Kentucky
- Old Heaven Hill – Heaven Hill Distillery, Bardstown, Kentucky
- Old Kentucky – Bardstown, Kentucky
- Old Pogue – Bardstown, Kentucky
- Old Rip Van Winkle – Buffalo Trace Distillery, Frankfort, Kentucky
- Old Taylor – Jim Beam Distilleries, Clermont & Boston, Kentucky
- Old Weller – Buffalo Trace Distillery, Frankfort, Kentucky
- Pure Kentucky – Bardstown, Kentucky
- Rebel Yell – Bernheim Distillery, Louisville, Kentucky
- Rock Hill Farms Single-Barrel – Buffalo Trace Distillery, Frankfort, Kentucky
- Sam Houston – Louisville, Kentucky
- Ten High – Barton Distillery, Bardstown, Kentucky
- Tom Moore – Barton Distillery, Bardstown, Kentucky
- T. W. Samuels, Heaven Hill Distillery, Bardstown, Kentucky
- Very Old Barton – Barton Distillery, Bardstown, Kentucky
- Wathen's – Charles Medley Distillery, Owensboro, Kentucky
- Wild Turkey – Wild Turkey Distillery, Lawrenceburg, Kentucky
- Willett – Willet family Distillery, Bardstown, Kentucky
- W.L. Weller – Buffalo Trace Distillery, Frankfort, Kentucky
- Woodford Reserve – Woodford Reserve Distillery, Versailles, Kentucky

#### Burbony non-Kentucky
- A. H. Hirsch – Michter's, niedaleko Shaeffestown, Pensylwania (nieczynna, jednak whiskey wciąż dostępna)
- Bowman's – A. Smith Bowman Distillery, Fredericksburg, Wirginia
- Tuthilltown Hudson Baby, Tuthilltown Spirits, Nowy Jork
- Sam Cougar – Seagrams Distillery, Lawrenceburg, Indiana
- Virginia Gentleman – A. Smith Bowman Distillery, Fredericksburg, Wirginia
- Woodstone Creek – Woodstone Creek, Cincinnati, Ohio

#### Burbon z nieznanych destylarni
- Woodstock – Independent Liquor, Nowa Zelandia

## Lista whisky kanadyjskiej

### Kanadyjska single malt
- Glenora Distillers, Glenville, Nova Scotia (niezależna)
  - Glen Breton Rare
  - Glen Breton Ice 10 Year
  - Glen Breton Ice 15 Year

### Kanadyjska whisky mieszana
- Alberta Distillers, Calgary (niezależna)
  - Alberta Premium
  - Alberta Premium 25 Years Old
  - Alberta Springs Rye Whisky 10 Years Old
  - Alberta Springs Rye Whisky 25 Years Old
  - Tangle Ridge Aged 10 Years

- Allied Domecq
  - McGuinness Silk Tassel

- Barton
  - Barton's Canadian 36 Months Old
  - Canadian Host
  - Canadian Supreme
  - Corby's Canadian 36 Months Old
  - McMaster's
  - Northern Lights

- Canadian Mist Distillers, Collingwood, Ontario (Brown-Forman)
  - Canadian Mist

- Century Distilling, Vancouver
  - Century Reserve 8 Year Old
  - Century Reserve 13 Year Old
  - Century Reserve 15 Year Old
  - Century Reserve 21 Year Old

- Corby Distilleries, Toronto (związek)
  - Gooderham & Worts Ltd
  - Lot No. 40
  - Pike Creek
  - Royal Reserve
  - Royal Reserve Gold

- Diageo
  - Crown Royal
  - Crown Royal Limited Edition
  - Crown Royal Special Reserve
  - Crown Royal XR
  - Crown Royal Cask 16
  - Seagram's 83 Canadian Whisky
  - Seagram's Five Star Rye Whisky
  - Seagram's Seven Crown
  - Seagram's VO
  - Seagram's VO Gold

- Highwood Distillery, High River, Alberta
  - Centennial 10 Year Old Rye Whisky
  - Highwood Canadian Rye Whisky
  - Saskatchewan Wheatland Rye Whisky

- Hiram Walker (związek)
  - Canadian Club Premium
  - Canadian Club Sherry Cask Aged Eight Years
  - Canadian Club Reserve 10 Years of Age
  - Canadian Club Premium Classic Aged 12 Years
  - Hiram Walker Special Old Rye Whisky
  - Wiser's Deluxe
  - Wiser's Deluxe 10 Years Old
  - Wiser's Very Old
  - Wiser's Special Blend
  - Wiser's Reserve
  - Rich & Rare

- Kittling Ridge (niezależna)
  - Forty Creek Barrel Select
  - Forty Creek Three Grain
  - Forty Creek Small Batch Reserve
  - Pure Gold
  - Mountain Rock

- Maple Leaf Distillers, Winnipeg
  - Canadian Cellars Rye Whisky

- Schenley (Barton)
  - Black Velvet DeLuxe
  - Gibson's Finest Aged 12 Years
  - Gibson's Finest Rare Aged 18 Years
  - Gibson's Finest Sterling Edition
  - Schenley Golden Wedding
  - Schenley OFC Aged 8 Years

- Williams & Churchill Ltd., Quebec/Alberta
  - Danfield's Small Batch Private Reserve
  - Danfield's Small Batch 21 Years Old

- Windsor Distillary
  - Windsor Canadian

## Marki whiskey irlandzkiej

### Irlandzka single malts
- Brogan's Legacy Irish Single Malt
- A Drop of the Irish
- Bushmills Ten Year Old
- Bushmills Sixteen Year Old
- Cadenhead's Peated Single Malt
- Clonmel Single Malt
- Connemara
- Erin Go Bragh
- Knappogue Castle
- Locke's Single Malt
- Merrys Single Malt
- Michael Collins Single Malt
- Preston Millennium Malt
- Shanahans
- Shannon Grain Single Malt
- Slaney Malt
- Suir Peated Malt
- Tyrconnell
- Inish Turk Beg

### Pure pot still whiskey
- Green Spot
- Daly's of Tullamore
- Dungourney 1964
- Dunville's VR
- Dunville's Three Crowns
- Jameson 15 Year Old Pot Still
- Magilligan
- Midleton 25 Year Old
- Midleton 30 Year Old
- Old Comber
- Redbreast (whiskey)
- Willie Napier 1945

### Whiskey irlandzka mieszana
- Avoca (whiskey)
- Baileys Irish Whiskey (obecnie niedostępna)
- Ballygeary
- Brennans
- Bushmills White Bush
- Bushmills Black Bush
- Bushmills 1608
- Cassidy's
- Coleraine
- Clontarf
- Crested Ten
- Dunphys
- Erin's Isle
- Feckin Irish Whiskey
- Golden Irish
- Grace
- Hewitts
- Inishowen
- Jameson Irish Whiskey
- Jameson 1780 (zastąpiła Jameson 12 Year Old)
- Jameson Distillery Reserve
- Jameson Gold
- Kilbeggan
- Locke's
- Michael Collins Blend
- Midleton Very Rare
- Millars
- Murphy's
- Old Kilkenny
- O’Briens
- O’Neills
- Old Dublin
- Paddy
- Powers Gold Label
- Red Breast Blend
- Strangford Gold
- Tullamore Dew
- Wild Geese

### Irlandzka whiskey single grain
- Greenore

## Marki whisky walijskiej
- Penderyn

## Inne europejskie whisky/whiskey
- Armorik – Francja, Bretania
- Bag Pipper
- Dark Whisky – Polska
- Mackmyra – Szwecja
- Manx spirit (produkt trudny do sklasyfikowania)
- Royal Challenge
- Slyrs – Niemcy
- J.H. – Austria

## Marki whisky japońskiej
- Black Nikka
- Suntory
- Yamazaki

## Marki whisky nowozelandzkiej
new zealand whisky yuck

- Milford

## Tajlandzka whiskey
- Mekhong whiskey
- Hong Thong whiskey
- Sang Thip
- SangSom
- Black Cat whiskey